# 拉瓦特萨尔
拉瓦特萨尔（Rawatsar），是印度拉贾斯坦邦Hanumangarh县的一个城镇。总人口28383（2001年）。

## 人口
该地2001年总人口28383人，其中男性14988人，女性13395人；0—6岁人口4729人，其中男2458人，女2271人；识字率54.80%，其中男性为64.68%，女性为43.74%。